# Major Distribution
Major Distribution – singel amerykańskiego rapera 50 Centa, który początkowo promował album pt. Street King Immortal, jednak w późniejszym czasie usunięto go z projektu. Utwór wydano 5 lutego 2013 r. i został wyprodukowany przez producenta Soul Professa. Gościnnie wystąpili Snoop Dogg oraz Young Jeezy. 23 stycznia 2013 r. na kanale 50 Centa w serwisie Vevo odbyła się premiera oficjalnego teledysku do „Major Distribution”. Wystąpili w nim oprócz samego zainteresowanego, gościnnie udzielający się Snoop Dogg i Young Jeezy, a ponadto Tony Yayo, Kurupt, Daz Dillinger czy członkowie wytwórni CTE World.

## Lista utworów
Źródło.
1. „Major Distribution” (gości. Snoop Dogg & Young Jeezy) – 4:23

## Notowania
| Lista przebojów (2013)              | Najwyższa pozycja |
| ----------------------------------- | ----------------- |
| US (Bubbling Under Hot 100 Singles) | 13                |
| US (Hot R&B/Hip-Hop Songs)          | 43                |
| UK R&B (UK R&B Chart)               | 32                |